# 薩爾達傳說 魔吉拉的面具 3D
《薩爾達傳說 魔吉拉的面具 3D》（俗稱《薩爾達傳說 穆修拉的假面 3D》）是任天堂开发的动作冒险游戏，对应任天堂3DS平台。游戏是2000年任天堂64游戏《薩爾達傳說 魔吉拉的面具》的强化重制版。游戏于2015年2月在全球发行，正好对应欧美新任天堂3DS首发。

## 玩法
如同前作的《塞尔达传说 时之笛 3D》，本作《魔吉拉的面具 3D》也是任天堂64遊戲《魔吉拉的面具》的强化重制版。重制版采用立体3D图形，具备触屏操控和陀螺仪功能。

## 评价
游戏获得媒体高度称赞。游戏在Metacritic的汇总得分为89/100。中国大陆杂志《游戏机实用技术》打出25/30分。